# Castillo de Pliego
El castillo de Pliego se encuentra al este de la localidad murciana del mismo nombre, sobre un cerro desde el que se domina la población.

## Descripción
En la actualidad esta fortificación está muy deteriorada aunque ha sido restaurada recientemente.
Se compone de una fortaleza de planta casi triangular y con siete torres y un torreón de mayores dimensiones, y de un muro perimetral exterior levantado con tapial.
Se cree que fue construido en el siglo XII.